# Bouraq Indonesia Airlines
Bouraq Indonesia Airlines, souvent abrégé en Bouraq Airlines ou juste Bouraq, était une compagnie aérienne basée à Jakarta en Indonésie, proposant essentiellement des vols intérieurs dans le pays.

## Histoire

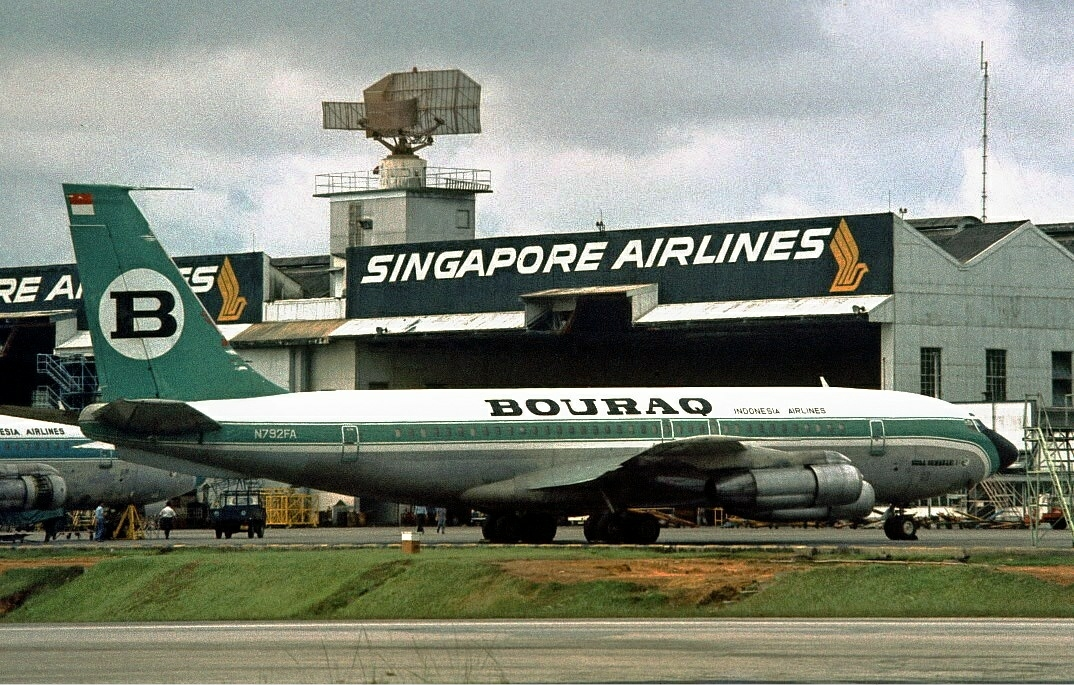
Un Boeing 707 de Bouraq Indonesia Airlines Boeing 707 à l'ancien aéroport international de Singapour en 1978.

Bouraq Airlines est une compagnie aérienne privée créée en avril 1970 par Jarry Albert Sumendap, et resta en possession de sa famille jusqu'à la fin. Bali Air est une autre compagnie aérienne de Sumendap.
Initialement, la compagnie utilisait des Douglas DC-3. En 1973, le turbopropulseur Hawker Siddeley HS 748 est indroduit dans la compagnie.
Ces deux compagnies aériennes cessent leurs activités en 2005 à la suite de problèmes financiers. Le dernier a lieu en juillet 2005, et sa licence aérienne est retirée en 2007.

## Destinations

### Durant les années 1980

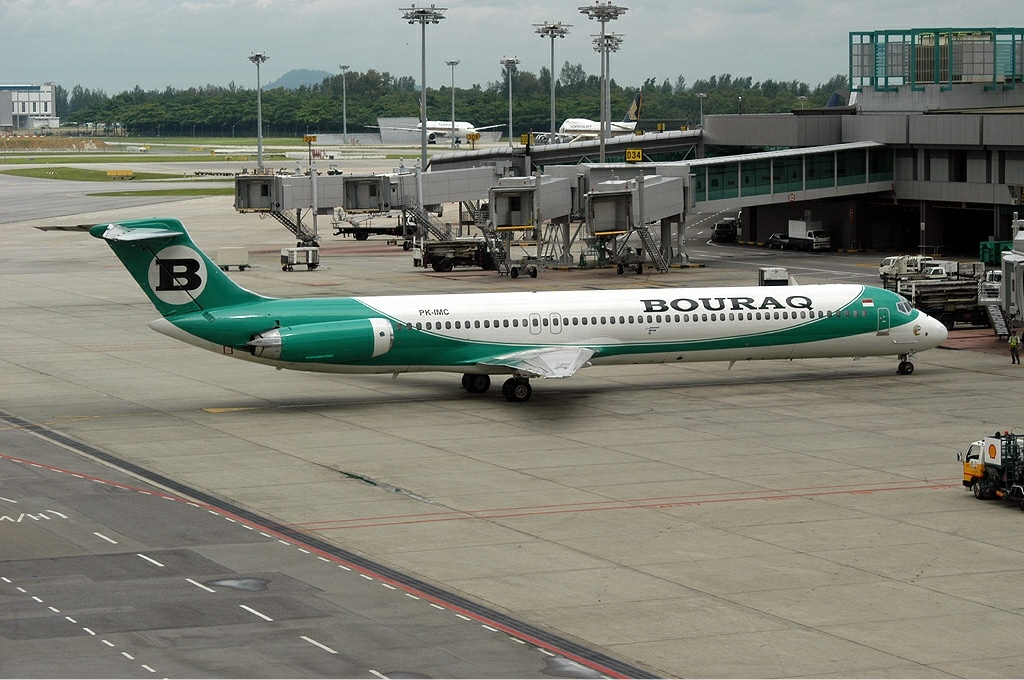
Un McDonnell Douglas MD-82 de Bouraq au Singapore Changi Airport en 2002.

Durant cette époque, Bouraq Airlines propose les destinations suivantes,:
 Indonésie
- Balikpapan - Aéroport Sultan Aji Muhammad Sulaiman (hub principal)
- Bandung
- Banjarmasin
- Bima
- Denpasar
- Gorontalo
- Jakarta - Aéroport international de Jakarta (hub secondaire)

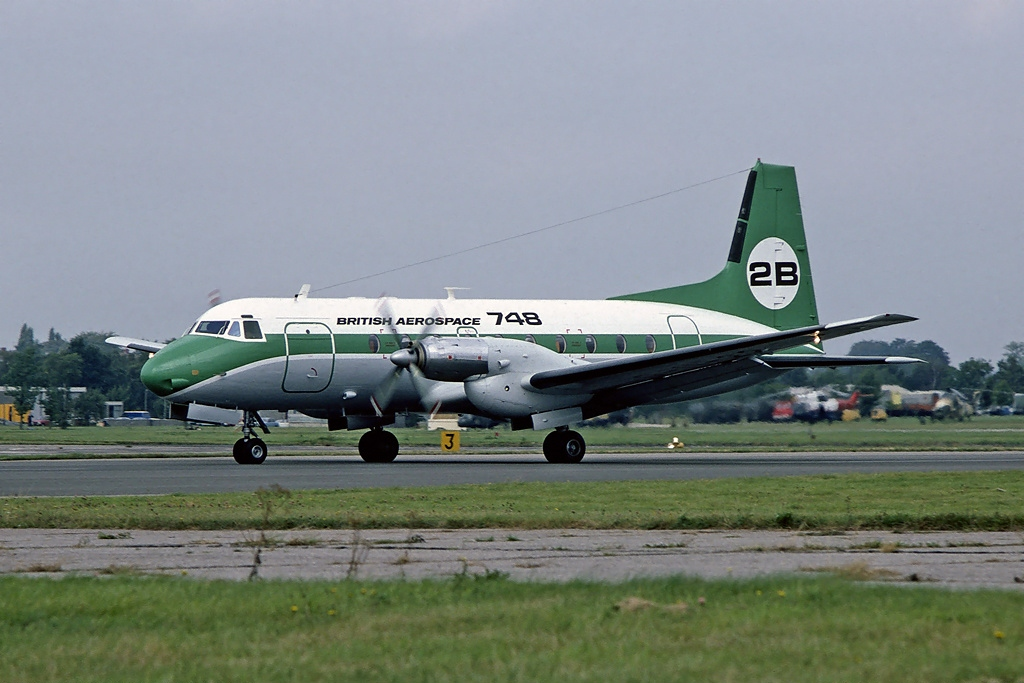
Un British Aerospace 748 au « Farnborough Airshow » de 1982 aux couleurs de Bouraq Airlines, pour qui il sera ensuite livré.

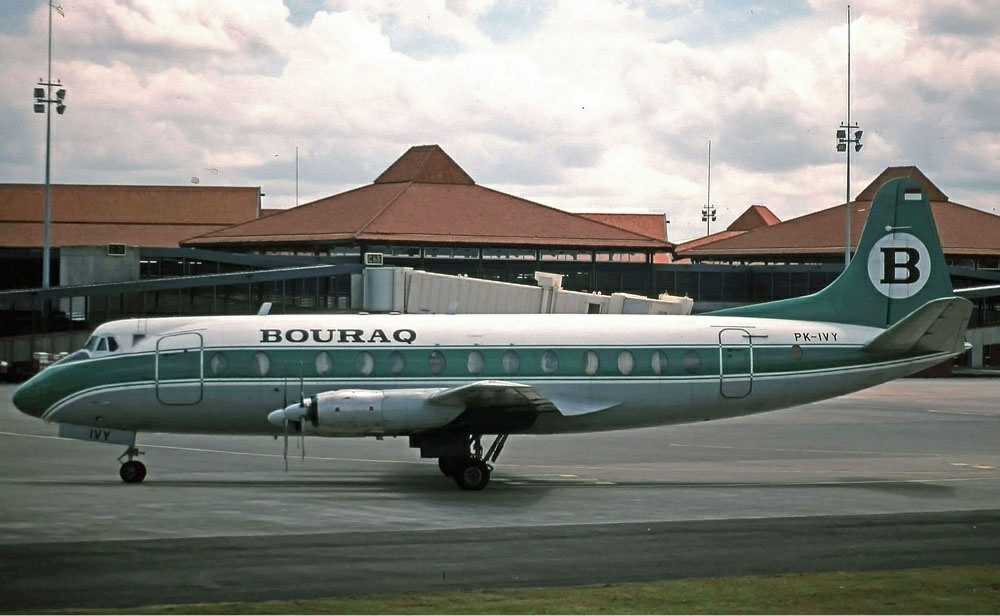
Un Vickers Viscount de Bouraq sur l'aéroport international Soekarno-Hatta en 1992.

- Kupang
- Luwuk
- Manado
- Mataram
- Maumere
- Palangkaraya
- Palu
- Pangkalan Bun (en)
- Pangkal Pinang
- Pontianak
- Poso
- Samarinda
- Sampit
- Semarang
- Surabaya
- Tanjung Redeb (en)
- Tarakan
- Ternate
- Toli-Toli
- Ujung Pandang
- Waingapu
- Yogyakarta

 Malaisie
- Tawau

 Philippines
- Davao

 Singapour
- Singapour

### Durant les années 2000
Un an avant la fin des activités de la compagnie aérienne, les destinations avaient été fortement réduites à la suite de plusieurs problèmes financiers. Durant l'été 2004, Bouraq desservait les destinations suivantes:
 Indonésie
- Balikpapan
- Banjarmasin
- Batam
- Denpasar
- Jakarta
- Kupang
- Makassar
- Manado
- Palu
- Surabaya
- Tarakan
- Yogyakarta

 Singapour
- Singapour

## Flotte

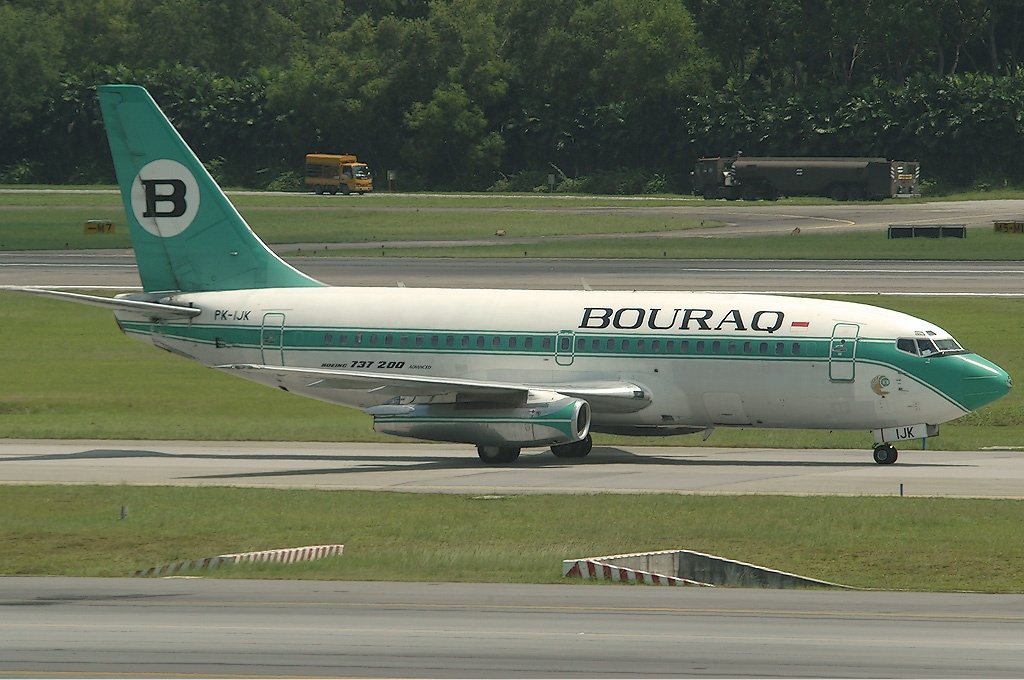
Un Boeing 737-200 de Bouraq à Changi Airport en 2004.

Au cours de son activité, Bouraq Indonesia Airlines utilise les appareils suivants,: